# Trichosanthin

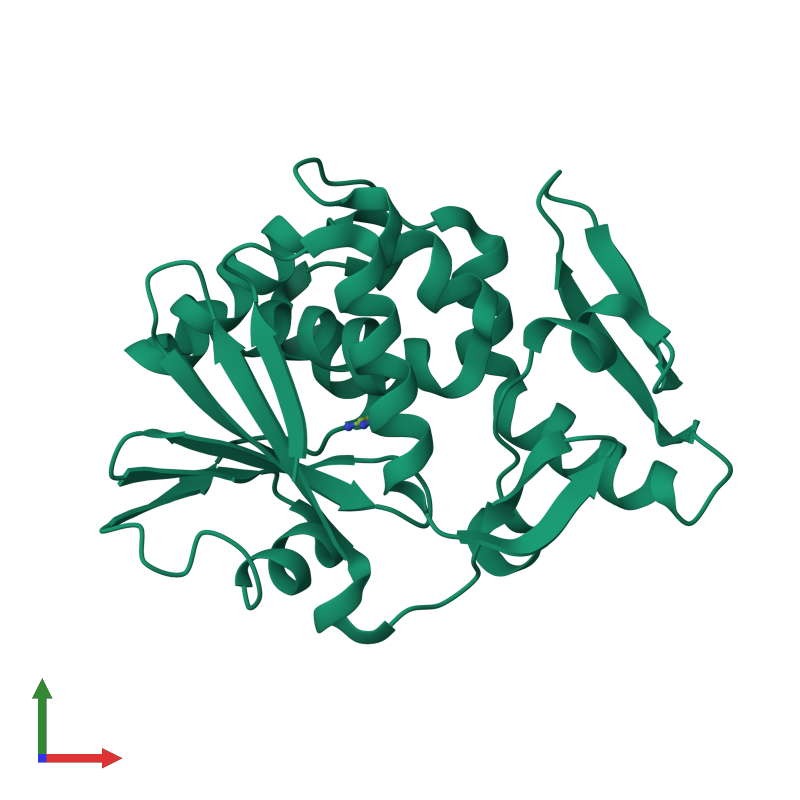

Trichosanthin là một protein bất hoạt ribosome.
Thuốc có nguồn gốc từ Trichosanthes kirilowii.
Đây cũng là một thuốc phá thai.